# ヒカル (YouTuber)
ヒカル（1991年〈平成3年〉5月29日 - ）は、日本の男性YouTuber、歌手、実業家。本名は前田 圭太（まえだ けいた）。血液型はO型。兵庫県神崎郡市川町出身。妻はキャバクラ嬢で実業家の進撃のノア。

## 概要
髪の色が半分黒・半分金髪という独自のヘアスタイルや、高速なマシンガントークが特徴とされる。ReZARDというアパレルブランドを創立し、筆頭株主である。関西弁を話す。
YouTuberグループの活動には「NextStage」（解散）と「炎上軍」の2つがある。
音楽活動も行っており、過去には小嶌宣輝（怪盗ピンキー）と「カルxピン」という音楽ユニットを結成して活動していた（解散）。
2021年に音楽活動を再開。Da-iCEの花村想太と共に「UPSTART」を結成し、エイベックスからメジャーデビューを果たした。
2024年12月現在、株式会社シュプラス代表取締役社長、株式会社ストーンマーケット代表取締役社長、株式会社guild取締役、株式会社ReZARD取締役兼筆頭株主、株式会社これからミステリー 最高顧問、他10社以上の事業に携わっており、YouTube単体での動画収益よりもこれら複数の事業での収益の方が大きい状態である。

## 略歴
兵庫県神崎郡市川町出身。二人兄弟。兵庫県立神崎高等学校卒業。カメラマンである「まえっさん」は実の兄で、本名は前田 晃一（まえだ こういち）。
高校卒業後、地元の工場に勤めていたが、給料も安く、年功序列も厳しく、自分の意見を全く聞いてもらえない環境だった。また退職した社員への批判などパワハラがあった為退職した。その後、情報商材ビジネスを始めて月2000万円程度稼いでいたが、人に誇れないという理由などで半年後に辞め、YouTubeを始めた。
2013年6月1日、チャンネル「Hikaru Games」(現：Hikaru Games XENO)を開設。動画投稿を始めたのは、人気が欲しかったためだとしている。
2016年3月18日、チャンネル「ヒカル（Hikaru）」を開設。10月16日にチャンネル登録者数10万人達成し12月20日にはチャンネル登録者数100万人を達成した。
2017年4月3日、兵庫県の春祭りでテキ屋のくじを大量に買う動画を公開し、15万円分のくじを買っても当たりが出なかったことが話題となった。
同年8月20日、YouTuberのシバター、ラファエルとユニット「炎上軍」を結成した。
2018年9月16日、音楽ユニット「カルxピン」を結成。
同年12月27日、「カルxピン」を代表する曲と言える「俺たち金持ちYouTuber」がリリースされた。
2019年11月29日、アパレルブランド「ReZARD」を創設。
2020年1月、宮迫博之とのYouTube上でのコラボレーションを実施、話題となった。3月27日に「カルxピン」の解散を発表。5月4日、宮迫と共に出演したロコンドテレビCM復帰編 30秒ver.がテレビ東京で放送された。同60秒ver.が動画で公開されている。
同年(詳細な日付および金額は不明)、1000万円以上を公益財団法人 ドナルド・マクドナルド・ハウス・チャリティーズ・ジャパンに寄付した。
同年12月10日、オーナー兼プロデューサーとして、メンズ脱毛サロン「ReJehanne」を1号店の池袋店を皮切りに、12月22日にあべの天王寺店、2021年2月28日に銀座店と、立て続けに3店舗をオープンした。機械や改装費用などで総額3億円以上かけたといい、「僕の多分人生において最も大きな買い物」だという。
2021年1月22日、音楽ユニット「UPSTART」を結成し、エイベックスからメジャーデビュー。1月27日にデビューシングルの「才能」をリリース、MVも公開された。
同年6月27日、青汁王子こと三崎優太とのコラボ動画にて、脱毛サロン・アパレル・YouTube・ヘッドスパ・買取事業と多岐にわたる事業を展開しているうえで、一番儲けているのアパレルだと明かし、創業から2年弱経っているが「1年目で25億くらい儲けた」と述べ、まさかYouTubeを超すとは思わなかったと語っている。全体の年商は50億円ぐらいといい、「本当はYouTubeやらなくても十分食っていけるけど、YouTubeは仕事として楽しいからやってる」と後に語っている。また、「お金を稼いで何をやるんですか？」と聞かれると「すごい真面目な話すると、僕は一生困らないと思うんです、お金に。僕についてきてる人たちは、僕ほどお金稼ぐの得意じゃないじゃないですか。その子たちを一生…って思ったら、もっといるなと思うんですよね。」と続け、100億円が目標であると明かした。
同年7月17日、自身のアパレルブランド「ReZARD」とメガネ・サングラスの製造販売を手掛ける「OWNDAYS」とコラボし、OWNDAYS心斎橋店でギネス世界記録チャレンジ「Most spectacles/glasses sold in eight hours（8時間に売れた眼鏡の最多個数）」がおこなわれ、合計1547本を販売。目標の1500本を超え、世界一売れたメガネとしてギネス世界記録に認定された。ギネス記録には、ヒカルプロデュースの3種類のメガネで挑戦した。
同年9月29日、日本国政府から紺綬褒章をヒカルのYouTube運営会社シュプラスとして授与される。現代美術家の村上隆とのコラボ服の売り上げ2172万円を赤い羽根共同募金に募金したことにより授与された。
同年11月26日、ライブ配信中に「美しすぎる上智大生」かとゆりから逆ナンをされる。これをきっかけに複数回のコラボを経て、SNS総フォロワー数150万人超えとなるかとゆりの才能を開花させる。
同年12月8日、朝倉未来と共に若者のスタートアップ立ち上げの様子に密着したYouTube番組「ミライエ」の放送を発表。同番組を放送するYouTubeチャンネル「ミライエCHANNEL」と番組公式サイトの立ち上げも発表された。2022年4月18日、商標権の都合上「ミライエ」が使用できなくなり、「Nontitle」と改称したうえで番組名称も「Nontitle～この1000万、あなたならどう使う?～」に変更することが発表された。
2022年2月4日、知人に誘われて参加した会食の場で、同様に呼ばれた芸人に「結局YouTuberなんて、芸能人の真似事の落ちこぼれ」「芸能界で売れなかった人がYouTubeやってる」「うちの世界にはダウンタウンさんがいるから」などと言われたことを明かした。さらに芸人からは「YouTubeなんてまあもう2～3年で終わるからね、今のうちに稼いどった方がいいよ」と言われたといい、これにヒカルは「お前が30年かけて稼ぐ金額、2〜3年で稼ぐねんこっちは」と反論した。
同年4月19日、シンガーソングライターのまふまふとともに、株式会社GUILD（ギルド）の取締役に就任したことが発表された。取締役就任は1年近く前だったが、両名のネームバリューによる業績向上という憶測を避けるため、関連会社を含む事業売上高100億円を突破するまで公表を控えていたという。
同年9月30日、自身初の著書『心配すんな。全部上手くいく。』を発売。
2023年7月10日、オールコネクトグループの株式会社ARCATH LINKがサービス提供を開始した「ヒカルWiFi」のブランドイメージキャラクターに起用された。
2024年1月5日、飯田祐基とタッグを組み、新会社の株式会社これからミステリーを設立。最高顧問に就任しアンバサダーとして事業を後押しすることが発表された。
2024年10月、株式会社 ストーンマーケットの社長に就任。
2025年5月31日、自身のYoutubeチャンネルにて、進撃のノアと「交際0日婚」で結婚すると報告、同日、Xにて結婚した事実を発表した

## 関係事業
- 株式会社シュプラス 代表取締役社長（YouTube事業）
- 株式会社ReZARD 取締役兼筆頭株主（アパレル事業・コスメ事業・ホテル事業）
- 株式会社ストーンマーケット 代表取締役社長（パワーストーン事業）
- 株式会社guild 取締役（YouTube事業）
- 株式会社これからミステリー 最高顧問（エンターテイメント事業）
- 冗談抜きで旨い馬刺し（食品事業）
- 究極のブロッコリーと鶏胸肉（食品事業）
- XENO（ゲームアプリ事業）
- P3（サプリメント事業）
- ReDoffy（ヘッドスパ事業）
- PIST6（公営競技コラボ事業）
- 当たるんです（公営競技コラボ事業）
- LiveLife（ライバー事務所運営事業）

## 騒動

### VALU
2017年8月15日、VALUで価値が上昇した自身の仮想株式（VA）を一気に売り出し、購入者が多くの含み損を抱える騒動が起きた。
8月17日、過去取り引きの最高値付近で、希望者全員からVALUを買い戻す自社株買いを行うことを発表。自社株買いをしたことで、ヒカルのVALUを買った大部分の人には高値で買い戻したため、逆に儲かった人も少なくないという状態ではあったが、16日の時点で損切りをして損失を確定させてしまった人らは救済できなかった。
9月4日、VALUに関する一連の騒動の責任を取り、株式会社VAZ執行役員の辞任、無期限活動休止などを発表した。その後、11月18日に活動を再開した。

### VAZ
2020年1月10日、元所属事務所VAZへの不満を明かした。VAZを退社した後、視聴者からプレゼントされた70万円の指輪が届かなかったため、元事務所に問い合わせると「届いてますよ」とあっさり返答されたため、なぜ本人に黙っていたまま保持していたのかと怒りをにじませていた。他にも過去に届いてるであろう数多くの高価なプレゼントも確実に処分されてるか盗まれていると明言し、ヒカルに企業案件を持ち掛けた広告代理店に対して圧力をかけていることを知っているとも述べており、徹底的にVAZと対立する気でもあることを明かした。
同年8月25日、自身のYouTubeチャンネルにて、当時未成年の女性YouTuber、山崎嶺緒とその所属事務所VAZが報酬内容の不透明性等でトラブルになっていることに対して、その女性YouTuberを擁護するとともにVAZへ苦言を呈した。
同日、VALU騒動の時、VAZから恐ろしいくらい圧力をかけられていたことを明かした。以前から会社を経営していくうえで不信感が募り、それに限界がきたため退社したという。本来はVALU騒動に関して言いたいことは山ほどあったが、所属クリエイターの存在や大炎上で言葉が届かない状況でもあったため、明かすことはできなかった。闇が思った以上に深い会社で、既に退社した複数のYouTuberからも証言を受けており、圧力をかけられたときの音声も持っていると明言し、これを世間に流すと大変なことになるとも告白した。退社後からいままで騒動の詳細を語ってこなかったのは、事務所を陥れることは可能だが、自身の活動が上手くいっていることや所属クリエイターまでもが事務所と共に落ちてしまうから。また、とにかく言いたいことは「VAZが嫌いではないが経営陣、そして社長、あの辺が全部嫌い。うん、ありえない。俺のときのもほんまにありえない。」だという。
同年9月25日、『FRIDAY』が「ヒカルが初めて語った大手ユーチューブ事務所の闇」として、ヒカルへの直撃取材記事を掲載。ヒカルやラファエルらが、VAZの経営陣と「炎上騒動」への対応について話し合った様子の音声データ「VALUを始めたウラにVAZの関与があったことを示す証拠」を入手し、それをヒカルに確認したところ自身の声だと認めた。

### 宮迫博之

#### 雨上がり決死隊解散の余波
2021年8月18日、前日に雨上がり決死隊が解散したことを受け、宮迫博之の謝罪動画の次の動画、実質最初の動画がヒカルとのコラボ動画であったためか、ヒカルが宮迫の新たな相方になろうとしているという「ヒカル黒幕説」が浮上し、ネットニュースや情報番組ではヒカルの名が挙がることも少なくなかった。それを受けてヒカルは動画内で、「いろいろ憶測で言われている」「反論したい気持ち、ネットニュースに言いたいことはある」と前置きしたうえで、「別に誰も幸せにならないので、僕から言うことはなにもないです」とコメント。また、宮迫については「最初は間違いなくビジネスだったけど、僕は今ビジネスを超えた関係になっていると思う」「宮迫さんとは一生関わっていきたい」とリスペクトの念を明かしたが、「黒幕説」については「なにか言うとどこかしらにカドが立つから（なにも言わない）」と、黙秘を貫いた。
同年9月2日、週刊女性PRIMEが「宮迫博之、雨上がり解散報告のウラで起きていた『ヒカル激怒事件』“7日間謝罪”の真相」と題した記事を公開。「あたかも自分が雨上がりの解散を決定づけた原因のような印象を与え、なおかつ自己弁護に走った宮迫さんに激怒したと聞きました」「宮迫さんは相当、焦ったでしょうね。（中略）唯一の協力者であるヒカルさんからも関係を切られてしまったら、彼にはもう後がないですから。」と、“制作関係者”や“テレビ局関係者”の証言を踏まえつつ、ヒカルが宮迫の「コラボ相手の都合」発言に激怒しており、なんとか機嫌を直してもらおうと宮迫が「ヒカルさんへの謝罪に徹した」などと報じた。これを踏まえて、ヒカルと宮迫の両名がヒカルのYouTubeチャンネルに出演し、記事の内容は「フェイクニュース」「イチから10まで全部ウソなんですよ」と全否定した。また、事実と異なる報道について、ヒカルは「真偽がわからないものいっぱいあると思うんで、全部鵜呑みにしないようにしてもらえたらと思います」「信じすぎないように」と注意喚起をおこなった。

#### 牛宮城
2021年8月31日、宮迫のYouTubeチャンネルにて、かねてより発表していた、ヒカルが1億円の出資および宣伝をし、宮迫がプロデュースして共同経営する焼肉屋「牛宮城」が東京・渋谷で10月初旬にオープンする予定だと発表された。
同年10月1日、宮迫博之と共同経営の焼肉店「牛宮城」のオープンが延期された。
同年11月11日、宮迫博之と共同経営の焼き肉屋「牛宮城」について、ヒカルが完全に経営から撤退することが発表され、今後は宮迫チームのみで経営していくこととなった。撤退の理由については、オープンして被害が出るよりもいま撤退した方が一番被害が少ないといい、共同経営の失敗が自身のアパレルブランド「ReZARD」の信用問題にも発展しかねないとの危惧も口にしつつ、「別のことに時間を使おうっていう風に切り替えました」「焼肉屋とはもうかかわらないスタンスで行こうと思う」と述べた。元々は完全な撤退ではなく、ある程度共同経営の形を取ったままでいることをヒカル側が提案したが、宮迫チームの判断により完全に撤退することが決まったとのこと。また、Twitterのプロフィール欄から「宮迫博之を尊敬しています」を削除して「桓騎を愛してます」に変更した件について、ただの文字数制限だといい、「Twitterのプロフィールにすべてを書いてるわけではない」「『島田紳助』を削除して『宮迫博之』に変更したときも、そのときを上回っただけで、今も島田紳助を尊敬している」「本当に嫌いならヘッダーから宮迫さんを消してる」と述べた。
2022年1月16日、宮迫プロデュースの焼き肉店「牛宮城」の事業から撤退した真相を語った。「若林さんという人が出てきたんですけど、当時撤退した時に、全部言った方がいいと思ったんですけど、若林さんは『出れない』ってなって。それで、ああいう言葉を濁したかたちになったんですけど、率直に『お前今さら出てくるのかよ?』って思いましたね。」「言葉を濁さずに言えば、若林さんと（事業を）したくなかったというのが正直ありまして」と語った。「若林さんを切るべきだ」というスタンスを取っていたが、宮迫は「それは難しい」という考えだったため、結果としてヒカルが身を引くことになったのが撤退の真相だと明かされた。また、視聴者からの「お金出してあげてください」という質問には、「お金めっちゃ出してますから!今も半分持ってますから。宮迫さんの会社と、僕の会社が半分ずつ出し合ってるんで、店の権利を半分持ってるんですよ。」といい、「ただのお人好しになるつもりはないし、僕の会社の従業員が大切ですしね。その人たちが損する立ち回りを続けることはできない。」と述べた。
同年2月28日、同年3月1日にオープンする「牛宮城」の試食会に参加し、再度宣伝担当として関わっていくことが発表された。

## 出演

### テレビドラマ
- 残酷な観客達（2017年5月18日 - 7月20日、日本テレビ）[55]
- サレタガワのブルー（2021年9月1日、毎日放送） - 8話に出演、また主題歌の「ペルソナ」も自身の所属するユニット・UPSTARTが担当している。

### CM
- ロコンド「ReZARD」（2020年5月4日 - ） - 宮迫博之と共演[動画 6]。
- ラグナドール「『ラグナドール』TVCM / ヒカル篇」（2021年9月17日 - ） - NextStageで出演[動画 17]。
- ReZARD「ReZARD beauty」（2021年9月20日 - ） - 門りょうと共演[動画 18]。

### イベント
- カジサック6周年記念祭りinパシフィコ横浜～カジサックファミリー・りおちゃん・ツネ家全員集合（2024年10月6日、神奈川県、パシフィコ横浜国立大ホール）

## 著書
- 『心配すんな。全部うまくいく。』（2022年9月30日、徳間書店）[30][31]

### 動画
1. ↑  俺の親戚がテレビに出たことのあるラッパーでインスタグラマーという衝撃の事実が最近発覚した - YouTube
2. ↑  【混ぜるな危険】加藤純一を炎上軍で牛宮城に招待してみた
3. ↑  全部話します。YouTuberヒカルが生まれるまでの話しと今の本音 (YouTube配信). 20 July 2019. 2022年3月29日閲覧.
4. ↑  ホリエモンが3人の「稼ぎ方」を徹底解剖！その手法と金額に驚きの声（24分13秒から） (YouTube配信). 28 March 2022. 2022年3月29日閲覧.
5. ↑  【シバター監修MV】俺たち金持ちYouTuber/カルxピン（11thシングル） - YouTube
6. 1 2  【ヒカル×大スター宮迫】ロコンドテレビCM復帰篇 60秒ver. - YouTube
7. ↑  「UPSTART / 才能」MUSIC VIDEO - YouTube
8. ↑  【年商50億】YouTubeでは絶対に見せない“経営者ヒカル”を丸裸にしてみた - YouTube
9. 1 2 3  宮迫さんの件でさまざまな憶測が流れている件について - YouTube
10. ↑  【みんなで勝ち取った軌跡】メガネが売れた本数でギネス世界記録™達成しました！！！ - YouTube
11. ↑  ミライエが放送できなくなりました (YouTube配信). 18 April 2022. 2022年4月18日閲覧.
12. 1 2  苦楽を共にした初期メンでビッグマック大食いしたら喜怒哀楽全部出たww - YouTube
13. ↑  あれから2ヶ月半が経ちました… - YouTube
14. 1 2 3 4 5  【VAZの闇】ボロクソ言わせてくれ！ねおちゃんが昔所属してた事務所と揉めている件について - YouTube
15. ↑  宮迫さんとの焼肉屋の今後と絶縁したというニュースについて - YouTube
16. ↑  牛宮城の昨日の動画を見ての率直な本音 - YouTube
17. ↑  『ラグナドール』TVCM / ヒカル篇 -事前登録受付中-（15秒）【ラグナド】 - YouTube
18. ↑  門りょうとのキスシーンがテレビCMで全国ネットに流れました… - YouTube